# Solva javana
Solva javana är en tvåvingeart som först beskrevs av Meijere 1907.  Solva javana ingår i släktet Solva och familjen lövträdsflugor. Inga underarter finns listade i Catalogue of Life.